# ادیلانگ
ادیلانگ (به لاتین: Adilang) در اوگاندا است که در northern region, uganda واقع شده‌است.

## خصوصیات
ادیلانگ ۱٬۱۰۰ متر بالاتر از سطح دریا واقع شده‌است.